# Loi du 9 juillet 1966 portant organisation de la Police nationale
La loi 66-492 du 9 juillet 1966 portant sur l'organisation de la Police nationale a été votée et adoptée dans son texte final le 30 juin 1966 à l'Assemblée nationale et au Sénat et promulguée sous la présidence de Charles de Gaulle.
Certaines de ses dispositions ont été abrogées par ordonnance en 2012.
C'est par cette loi qu'est officiellement recréée une Police nationale unifiée, à la suite de la dissolution de la Police nationale de Vichy de 1941 par le Gouvernement provisoire de la République française après la Libération, le 16 novembre 1944.
Elle réunifie les personnels de la Sûreté nationale et de la préfecture de police de Paris, qui avaient regagné leur autonomie lors de la dissolution de 1944.